# Dagur Kári
Dagur Kári Pétursson (Aix-en-Provence, 12 december 1973) is een IJslands regisseur.
Dagur Kári werd geboren in Frankrijk als kind van de IJslandse schrijver Pétur Gunnarsson. Op 3-jarige leeftijd kwam hij naar IJsland. Tussen 1995 en 1999 studeerde hij aan de Deense filmschool. Hij brak internationaal door met de film Nói albinói in 2003. Dagur Kári speelt bij de IJslandse formatie Slowblow, die de muziek bij al zijn films verzorgt.

## Filmografie (selectie)
- 2001: Villiljós
- 2003: Nói albinói
- 2005: Voksne mennesker
- 2009: The Good Heart
- 2014: Fúsi (Virgin Mountain)